# 巴格瓦
49°7′59″N 30°31′21″E / 49.13306°N 30.52250°E
巴赫瓦（烏克蘭語：Багва）是位於烏克蘭中部的村莊，由切爾卡瑟州烏曼區的布基市鎮負責管轄。該村始建於十八世紀，面積2.19平方公里，海拔高度229米，2020年人口415，人口密度每平方公里257.7人。